# Psachonethes elbursanus
Psachonethes elbursanus is een pissebed uit de familie Trichoniscidae. De wetenschappelijke naam van de soort is voor het eerst geldig gepubliceerd in 1986 door Helmut Schmalfuss.